# Осипенковский сельский совет (Бердянский район)
Осипенковский сельский совет (укр. Осипенківська сільська рада) — входит в состав
Бердянского района
Запорожской области
Украины.
Административный центр сельского совета находится в 
с. Осипенко
.

## История
- 1805 — дата образования.

## Населённые пункты совета
- с. Осипенко